# الدوري الفرنسي لكرة السلة الدرجة الأولى
الدوري الفرنسي لكرة السلة الدرجة الأولى هو دوري كرة سلة للمحترفين في فرنسا يلعب فيه 16 فريقاً وقد وجدت هذه المنافسة منذ عام 1921. يهبط آخر فريقين في كل موسم إلى الدرجة الثانية. يقوم اتحاد فرنسا لكرة السلة بتنظيم الدوري منذ 1987.

## وصلات خارجية
- الموقع الإلكتروني